# Torneo de Nottingham
El Torneo de Nottingham (oficialmente Rothesay Open) es un torneo profesional de tenis perteneciente a la WTA en la categoría WTA 250 y al ATP Challenger Tour que se celebra anualmente en la ciudad británica de Nottingham. El torneo formaba parte del ATP World Tour, pero fue relegado a nivel Challenger en 2017. Se juega sobre césped en la semana anterior a la celebración del Campeonato de Wimbledon, sirviendo como preparación para este último. Su primera edición fue en 1989 en Mánchester, donde se disputó hasta 1994, para posteriormente trasladarse a Nottingham entre 1995 y 2008. A partir de entonces los derechos de este torneo pasaron a ser para el Torneo de Eastbourne, donde se celebró un torneo mixto en las mismas fechas.
En febrero de 2014, la ATP anunció la celebración de un nuevo torneo en Nottingham (Reino Unido), que sustituyó al de Eastbourne en 2015 y 2016.

## Campeones

### Individual femenino
| 2015 | Ana Konjuh                                     | Monica Niculescu                               | 1-6, 6-4, 6-2                                  |                                                |                                                |
| 2016 | Karolína Plíšková                              | Alison Riske                                   | 7-6(8), 7-5                                    |                                                |                                                |
| 2017 | Donna Vekić                                    | Johanna Konta                                  | 2-6, 7-6(3), 7-5                               |                                                |                                                |
| 2018 | Ashleigh Barty                                 | Johanna Konta                                  | 6-3, 3-6, 6-4                                  |                                                |                                                |
| 2019 | Caroline Garcia                                | Donna Vekić                                    | 2-6, 7-6(4), 7-6(4)                            |                                                |                                                |
| 2020 | No disputado debido a la Pandemia de COVID-19. | No disputado debido a la Pandemia de COVID-19. | No disputado debido a la Pandemia de COVID-19. | No disputado debido a la Pandemia de COVID-19. | No disputado debido a la Pandemia de COVID-19. |
| 2021 | Johanna Konta                                  | Shuai Zhang                                    | 6-2, 6-1                                       |                                                |                                                |
| 2022 | Beatriz Haddad Maia                            | Alison Riske                                   | 6-4, 1-6, 6-3                                  |                                                |                                                |
| 2023 | Katie Boulter                                  | Jodie Burrage                                  | 6-3, 6-3                                       |                                                |                                                |
| 2024 | Katie Boulter                                  | Karolína Plíšková                              | 4-6, 6-3, 6-2                                  |                                                |                                                |
| 2025 | McCartney Kessler                              | Dayana Yastremska                              | 6-4, 7-5                                       |                                                |                                                |

### Dobles femenino
| 2015 | Raquel Kops-Jones Abigail Spears               | Jocelyn Rae Anna Smith                         | 3-6, 6-3, [11-9]                               |                                                |                                                |
| 2016 | Andrea Hlaváčková Shuai Peng                   | Gabriela Dabrowski Zhaoxuan Yang               | 7-5, 3-6, [10-7]                               |                                                |                                                |
| 2017 | Monique Adamczak Storm Sanders                 | Jocelyn Rae Laura Robson                       | 6-4, 4-6, [10-4]                               |                                                |                                                |
| 2018 | Alicja Rosolska Abigail Spears                 | Mihaela Buzărnescu Heather Watson              | 6-3, 7-6(5)                                    |                                                |                                                |
| 2019 | Desirae Krawczyk Giuliana Olmos                | Ellen Perez Arina Rodionova                    | 7-6(5), 7-5                                    |                                                |                                                |
| 2020 | No disputado debido a la Pandemia de COVID-19. | No disputado debido a la Pandemia de COVID-19. | No disputado debido a la Pandemia de COVID-19. | No disputado debido a la Pandemia de COVID-19. | No disputado debido a la Pandemia de COVID-19. |
| 2021 | Lyudmyla Kichenok Makoto Ninomiya              | Caroline Dolehide Storm Sanders                | 6-4, 6-7(3), [10-8]                            |                                                |                                                |
| 2022 | Beatriz Haddad Maia Shuai Zhang                | Caroline Dolehide Monica Niculescu             | 7-6(3), 6-3                                    |                                                |                                                |
| 2023 | Ulrike Eikkeri Ingrid Neel                     | Harriet Dart Heather Watson                    | 7-6(6), 5-7, [10-8]                            |                                                |                                                |
| 2024 | Gabriela Dabrowski Erin Routliffe              | Harriet Dart Diane Parry                       | 5-7, 6-3, [11-9]                               |                                                |                                                |
| 2025 | Beatriz Haddad Maia Laura Siegemund            | Anna Danilina Ena Shibahara                    | 6-3, 6-2                                       |                                                |                                                |

### Individual masculino
| Año                                 | Campeona            | Finalista          | Resultado           |
| Mánchester                          | Mánchester          | Mánchester         | Mánchester          |
| ----------------------------------- | ------------------- | ------------------ | ------------------- |
| 1989                                | Patrick Baur        | Andrew Castle      | 6-4, 6-7, 7-5       |
| 1990                                | Pete Sampras        | Gilad Bloom        | 7-6, 7-6            |
| 1991                                | Goran Ivanišević    | Pete Sampras       | 6-4, 6-4            |
| 1992                                | Jacco Eltingh       | MaliVai Washington | 6-3, 6-4            |
| 1993                                | Jason Stoltenberg   | Wally Masur        | 6-1, 6-3            |
| 1994                                | Patrick Rafter      | Wayne Ferreira     | 7-6(5), 7-6(4)      |
| Nottingham                          |                     |                    |                     |
| 1995                                | Javier Frana        | Todd Woodbridge    | 7-6(4), 6-3         |
| 1996                                | Jan Siemerink       | Sandon Stolle      | 6-3, 7-6(0)         |
| 1997                                | Greg Rusedski       | Karol Kučera       | 6-4, 7-5            |
| 1998                                | Jonas Björkman      | Byron Black        | 6-3, 6-2            |
| 1999                                | Cédric Pioline      | Kevin Ullyett      | 6-3, 7-5            |
| 2000                                | Sébastien Grosjean  | Byron Black        | 7-6(7), 6-3         |
| 2001                                | Thomas Johansson    | Harel Levy         | 7-5, 6-3            |
| 2002                                | Jonas Björkman      | Wayne Arthurs      | 6-2, 6-7(5), 6-2    |
| 2003                                | Greg Rusedski       | Mardy Fish         | 6-3, 6-2            |
| 2004                                | Paradorn Srichaphan | Thomas Johansson   | 1-6, 7-6(4), 6-4    |
| 2005                                | Richard Gasquet     | Max Mirnyi         | 6-2, 6-3            |
| 2006                                | Richard Gasquet     | Jonas Björkman     | 6-4, 6-3            |
| 2007                                | Ivo Karlović        | Arnaud Clément     | 3-6, 6-4, 6-4       |
| 2008                                | Ivo Karlović        | Fernando Verdasco  | 7-5, 6-7(4), 7-6(8) |
| 2009-14                             | No se celebró       | No se celebró      | No se celebró       |
| 2015                                | Denis Istomin       | Sam Querrey        | 7-6(1), 7-6(6)      |
| 2016                                | Steve Johnson       | Pablo Cuevas       | 7-6(5), 7-5         |
| Relegado a Challenger de Nottingham |                     |                    |                     |

### Dobles masculino
| Año                                 | Campeonas                          | Finalistas                      | Resultado           |
| Mánchester                          | Mánchester                         | Mánchester                      | Mánchester          |
| ----------------------------------- | ---------------------------------- | ------------------------------- | ------------------- |
| 1989                                | Nick Brown Nick Fulwood            | Morten Christensen Peter Wright | 3-6, 7-6, 6-4       |
| 1990                                | Mark Kratzmann Jason Stoltenberg   | Nick Brown Kelly Jones          | 6-3, 2-6, 6-4       |
| 1991                                | Omar Camporese Goran Ivanišević    | Nick Brown Andrew Castle        | 6-4, 6-3            |
| 1992                                | Patrick Galbraith David Macpherson | Jeremy Bates Laurie Warder      | 4-6, 6-3, 6-2       |
| 1993                                | Ken Flach Rick Leach               | Stefan Kruger Glenn Michibata   | 6-4, 6-1            |
| 1994                                | Rick Leach Danie Visser            | Scott Davis Trevor Kronemann    | 6-4, 4-6, 7-6       |
| Nottingham                          |                                    |                                 |                     |
| 1995                                | Luke Jensen Murphy Jensen          | Patrick Galbraith Danie Visser  | 6-2, 6-4            |
| 1996                                | Mark Petchey Danny Sapsford        | Neil Broad Piet Norval          | 6-7, 7-6, 6-4       |
| 1997                                | Ellis Ferreira Patrick Galbraith   | Danny Sapsford Chris Wilkinson  | 4-6, 7-6, 7-6       |
| 1998                                | Justin Gimelstob Byron Talbot      | Sébastien Lareau Daniel Nestor  | 7-5, 6-7, 6-4       |
| 1999                                | Patrick Galbraith Justin Gimelstob | Marius Barnard Brent Haygarth   | 5-7, 7-5, 6-3       |
| 2000                                | Piet Norval Donald Johnson         | Ellis Ferreira Rick Leach       | 1-6, 6-4, 6-3       |
| 2001                                | Donald Johnson Jared Palmer        | Paul Hanley Andrew Kratzmann    | 6-4, 6-2            |
| 2002                                | Mike Bryan Mark Knowles            | Donald Johnson Jared Palmer     | 0-6, 7-6(3), 6-4    |
| 2003                                | Bob Bryan Mike Bryan               | Joshua Eagle Jared Palmer       | 7-6(3), 4-6, 7-6(4) |
| 2004                                | Paul Hanley Todd Woodbridge        | Rick Leach Brian MacPhie        | 6-4, 6-3            |
| 2005                                | Jonathan Erlich Andy Ram           | Simon Aspelin Todd Perry        | 4-6, 6-3, 7-5       |
| 2006                                | Jonathan Erlich Andy Ram           | Ígor Kunitsyn Dmitry Tursunov   | 6-3, 6-2            |
| 2007                                | Jamie Murray Eric Butorac          | Joshua Goodall Ross Hutchins    | 4-6 6-3 10-5        |
| 2008                                | Bruno Soares Kevin Ullyett         | Jeff Coetzee Jamie Murray       | 6-2, 7-6(5)         |
| 2009-14                             | No realizado                       | No realizado                    | No realizado        |
| 2015                                | Chris Guccione André Sá            | Pablo Cuevas David Marrero      | 6-2, 7-5            |
| 2016                                | Dominic Inglot Daniel Nestor       | Ivan Dodig Marcelo Melo         | 7-5, 7-6(4)         |
| Relegado a Challenger de Nottingham |                                    |                                 |                     |